# Georgina Mace
Georgina Mary Mace, DBE, FRS (12 de juliol de 1953–19 de setembre de 2020) va ser una ecòloga britànica amb prominent actuació en el camp de la ciència apicada. Ha estat considerada un dels científics més influents en biologia de la conservació des des dels anys 90, quan va liderar el procés de reforma metodològica dels criteris d'inclusió de les espècies amenaçades en la Llista Vermella de la UICN, per tal que es tornés un sistema contrastable i científicament creïble. Va ser professora de Biodiversitat i Ecosistemes al University College de Londres i anteriorment professora de Ciències de la Conservació i directora del Centre de Biologia de la Població del Consell de Recerca del Medi Ambient (NERC, en les sigles en anglès), a l'Imperial College London (2006-2012) i Directora de Ciències a la Zoological Society of London (2000-2006).

## Educació
Georgina Mace va néixer al districte de Lewisham, a Londres. El seu pare era el doctor Bill Mace, un reumatòleg, i la seva mare, Josephine Mace, una infermera. Va formar-se a l'Escola per noies de la Ciutat de Londres abans d’estudiar a la Universitat de Liverpool, on va obtenir el títol de grau en Ciències el 1976. Va obtenir el doctorat el 1979 per la Universitat de Sussex amb una investigació sobre ecologia evolutiva de petits mamífers, un dels primers estudis amb mètodes comparatius per provar hipòtesis ecològiques i evolutives.

## Recerca i carrera
Els seus interessos d'investigació van consistir principalment en mesurar les tendències i les conseqüències de la pèrdua de biodiversitat i el canvi ecosistèmic. Va començar la seva carrera a la Smithsonian Institution per estudiar l’impacte de l'endogàmia en col·leccions zoològiques. Mace també es dedicà a investigar l'ecologia de les poblacions en captivitat, basant-se en principis genètics i demogràfics de la biologia de la població. Juntament amb els seus col·legues desenvoluparen teories relacionades amb la viabilitat de la població, una àrea per a la qual les poblacions de zoològics eren un cas d’estudi important. Sobre aquest període, Mace va recordar que "era emocionant fer aportacions científiques quantitatives a la conservació".
A principis dels anys 90, Mace treballava a l'Institut de Zoologia de Londres, del qual n'esdevindria directora de ciències (2000-2006). Allà va iniciar el llarg procés de desenvolupament dels criteris d'inclusió d'espècies amenaçades a la Llista vermella de la UICN. Es tracta de l’inventari més complet sobre l'estat de conservació de les espècies al món, que contribueix al manteniment de la biodiversitat mundial i és gestionat per la Unió Internacional per a la Conservació de la Natura.
Mace va proposar canvis radicals en els criteris d'inclusió de les espècies per tal de desenvolupar un mètode pràctic, que fos prou rigorós i objectiu per ser convincent, però alhora prou senzill per aplicar-se ràpidament a milers d'espècies. Per a tal fí, va proposar una metodologia basada en la ciència de la dinàmica de la població, així com evidències de la disminució de les espècies. El risc d’extinció es va poder mesurar a partir d’un nombre reduït de característiques ecològiques, inclosa la història evolutiva d’una espècie i la seva taxa de creixement o pèrdua de població. El més fonamental d'aquests vanvis era considerar que les espècies només es podrien incloure en una de les categories amenaçades (en perill crític, en perill o vulnerable) si es complien certs criteris quantitatius relacionats amb la teoria del risc d’extinció, com són la mida de la població, la tendència o la fragmentació, entre d'altres). Abans d’aquests canvis, la Llista Vermella es basava en les nominacions d’experts més que no pas en dades homologables. Però en virtut del nou sistema, s'haurien d'aportar proves quantitatives que estarien disponibles públicament i que podrien ser contestades per tercers.
Els canvis instigats per Mace i els seus col·legues trigaren deu anys en ser implementats per la UICN. Moltes publicacions de la Llista Vermella Regional es basen cada vegada més en els mateixos criteris, que tenen en compte el canvi climàtic i altres factors ambientals per determinar les amenaces d’extinció. Des del 2002, ella i els seus col·legues han treballat per establir mètodes per avaluar la biodiversitat, els serveis ecosistèmics que proporciona i els canvis en la biodiversitat que han estat mesurats provisionalment per l'índex de la llista vermella.
Mace també va participar activament en les seccions de biodiversitat de l'Avaluació del Mil·lenni dels Ecosistemes, que es van dur a terme del 2002 al 2005. Mace va afirmar que "tota l'evidència acumulada indica que quan les societats es dediquen a resoldre un problema, en general ho aconsegueixen".
El 2006, Mace es va convertir en directora del Centre de Biologia de la Població del Consell de Recerca del Medi Ambient, a l'Imperial College London. Després del 2012, Mace va ser directora del Centre per la Biodiversitat i Recerca Ambiental (CBER, sigles en anglès) de la University College of London. També va ser editora acadèmica de PLOS Biology, la revista en línia d'accés obert i va donar suport a la política d’accés obert a les publicacions científiques.
Va ser presidenta de la Societat Britànica d'Ecologia, la primera dona presidenta de la Societat per la Conservació de la Biologia i membre del Comitè de Ciències de Diversitas. Mace també va ser editora de la revista científica Philosophical Transactions of the Royal Society (Sèrie B, Biological Sciences) del 2008 al 2010.
El 2018, Mace va ser nomenada membre del comitè d’adaptació del Comitè sobre el Canvi Climàtic, un organ consultiu que assessora el Regne Unit i els governs transferits sobre la preparació i adaptació als impactes del canvi climàtic.

## Distincions i guardons
Mace va ser nomenada Oficial de l'Orde de l'Imperi Britànic (OBE) el 1998, Comandant de l'Orde de l'Imperi Britànic (CBE) el 2007 pels seus serveis a les ciències ambientals i Dama Comandant de l'Orde de l'Imperi Britànic (DBE) el 2016 pels serveis prestats a la ciència.
Mace va ser elegida membre de la Royal Society (FRS) el 2002. El juliol del 2007 va obtenir el títol de doctora honoris causa en ciències a la Universitat de Sussex pel seu treball sobre biodiversitat, seguit d’un altre doctorat honoris causa per la Universitat de Lausana, Suïssa, el 2018. També va ser la guanyadora del Premi Internacional Cosmos 2007. El 2011 va rebre el premi Ernst Haeckel de la Federació Europea d'Ecologia. El 2016, Mace va guanyar el premi Heineken de ciències Mediambientals. El 2016 també va ser guardonada, juntament amb Sandra Knapp, amb la Medalla linneana de la Societat Linneana de Londres.
Va rebre una Medalla del President de la British Ecological Society i el premi de la Fundació BBVA Fronteres del Coneixement el 2018, en la categoria d’Ecologia i conservació de la biologia, juntament amb Gretchen Daily, pel desenvolupament d'eines vitals que facilitin polítiques basades en la ciència "per combatre la pèrdua d'espècies".